# 안일옥
안일옥(安一屋)은 대한민국 안성시에 있는 유서 깊은 한국 요리 음식점이다. 1920년경에 설립되어 대한민국에서 가장 오래된 현역 식당 중 하나이다. 이곳은 소고기 국물 요리인 설렁탕을 전문으로 하며, 경기도에서 가장 오래된 국밥 식당 중 하나이다.

## 설명
이 식당은 상시 요리 중인 세 개의 가마솥을 가지고 있다고 한다. 한 솥은 설렁탕을 만드는 데 사용되고, 다른 하나는 국밥을, 마지막 하나는 갈비탕을 만든다. 솥은 주기적으로 비워지고, 새로운 재료로 육수를 다시 만든다.

## 역사
이 식당은 현재 주인의 할머니인 이승례가 1920년경에 처음 문을 열었다. 당시 이승례의 남편은 40대 초반에 병이 들었다. 돈을 벌기 위해 그녀는 인근 소시장에서 얻은 고기를 사용하여 지역 시장에서 국밥을 팔았다. 이 요리는 그녀가 구할 수 있는 재료에 따라 종종 즉흥적으로 만들어졌고, 그래서 그녀는 이것을 우탕이라고 불렀다. 이승례는 매일 여러 정육점에서 국물 재료를 구하는 데 상당한 시간을 보냈다고 한다. 1937년, 열아홉 살의 이양귀비는 이승례의 아들과 결혼하여 시어머니의 사업을 돕기 시작했다. 다른 가족 구성원들도 사업 운영에 기여했다. 남자들은 나무를 나르고 노동을 했다. 1950~1953년 6.25 전쟁 발발 직전, 이양귀비가 사업을 물려받았다. 전쟁 중에는 피난민들이 자주 찾아 매출이 실제로 증가했다고 한다. 1952년까지, 그들은 중심지에 식당 건물을 구입할 수 있었다.
6.25 전쟁 이후까지도 이 사업은 이름이 없었다고 한다. 관공서에서 사업자등록을 신청하려 했을 때, "상호 없이 어떻게 장사하느냐?"는 질문을 받았고, 담당 공무원이 현장에서 안일옥이라는 이름을 지어주었다고 한다. 이 이름은 문자적으로 "안[성] 제일의 집"을 의미하며, "안성에서 제일 가는 편안한 가게"로 해석된다.
1997년, 3대 주인인 김종열이 사업을 물려받았다. 2021년에는 김종열의 아들 김형우가 다음으로 사업을 물려받을 계획이라고 보도되었다.
이 식당은 텔레비전 프로그램 《백종원의 3대 천왕》에 소개되었다.